# Bernhard Wagner (Verleger)
Bernhard Wagner (* 10. Mai 1929 in München; † 5. April 2015 ebenda) war ein deutscher Medienmanager, Verleger und Herausgeber. 

## Leben
Wagner studierte neben Rechtswissenschaften auch Philosophie, Theologie und Geschichte. In Wirtschaftswissenschaften absolvierte er ein Diplomstudium. Er war zunächst bei der Bayerischen Rückversicherung tätig, ab 1970 dann für den Süddeutschen Verlag (Süddeutsche Zeitung), zuletzt als langjähriges Geschäftsleitungsmitglied.
Von 1987 bis 1995 war Wagner Geschäftsführer der Mediengruppe Oberfranken in Bamberg. Er war Verleger und Herausgeber der Tageszeitung Fränkischer Tag und Thüringer Tag. 1987 initiierte er die Beteiligung am Lokalsender Radio Antenne Franken (später Radio Bamberg) und fädelte in seinem letzten Amtsjahr noch ein Engagement mit TV Oberfranken ein. 1994 nahm er ein neues Druckzentrum in Betrieb.
Wagner hatte zahlreiche Ehrenämter inne. Er war einer der Initiatoren der Hegelwoche, die bis heute alljährlich im Frühsommer an der Otto-Friedrich-Universität in Bamberg stattfindet.
Auch engagierte Bernhard Wagner sich für zahlreiche Sozialprojekte im Heiligen Land und war Mitglied im Deutschen Verein vom Heiligen Lande. 1990 wurde er vom Kardinal-Großmeister Giuseppe Kardinal Caprio zum Ritter des Ritterordens vom Heiligen Grab zu Jerusalem ernannt und am 19. Mai 1990 im Bonner Münster durch Franz Kardinal Hengsbach, Großprior der deutschen Statthalterei, investiert. Zuletzt war er Komtur des Päpstlichen Laienordens.

## Ehrungen und Auszeichnungen
- Ritter vom Heiligen Grab (1990 Rangerhöhung zum Komtur)
- Bayerischer Verdienstorden
- Bundesverdienstkreuzes I. Klasse des Verdienstordens der Bundesrepublik Deutschland
- Ehrensenator der Otto-Friedrich-Universität Bamberg